# Svenska mästerskapet i fotboll 1902
Svenska mästerskapet i fotboll 1902 vanns av Örgryte IS efter finalseger mot Jönköpings AIF med 8-0 på fotbollsplanen på Vallområdet i Jönköping den 30 augusti 1902. Detta var Örgryte IS femte SM-guld och deras sjunde raka SM-final. SM-finalen 1902 var även Jönköpings första SM-final.

## Final
| [ 2 ] | 30 augusti 1902 | Jönköpings AIF | 0 – 8   | Örgryte IS | Vallområdet                               |                                           |
|       |                 |                | (0 – 3) |            | Jönköping Domare: Isaac Westergren, Gävle | Jönköping Domare: Isaac Westergren, Gävle |
|       |                 |                |         |            | Jönköping Domare: Isaac Westergren, Gävle | Jönköping Domare: Isaac Westergren, Gävle |
|       |                 |                |         |            | Jönköping Domare: Isaac Westergren, Gävle | Jönköping Domare: Isaac Westergren, Gävle |